# Drift Masters European Championship
Drift Masters European Championship (сокращённо DMEC) — европейские соревнования по дрифту.

## История
Чемпионат Drift Masters Grand Prix создан в 2014 году. В дебютном сезоне серии насчитывалось 3 этапа в городах Польши: Гданьске (Полсат Плюс Арена), Торуне (Мотоарена Торунь) и Карпаче.
В 2015 году количество этапов чемпионата увеличилось до 10 — на каждой трассе проходило по 2 этапа. Этапы проходили в городах Польши: Радом (Автодром Ястшиб), Познань (Tor Poznań и INEA Stadion), Плоцк (Казимеж Гурский), Торунь (Мотоарена Торунь).
В 2016 году календарь серии состоял из 12 этапов, два из которых впервые проводились не в Польше, а на трассе Бикерниеки в Риге, Латвия.
В 2017 году календарь состоял из 6 этапов в Польше, Германии и Латвии: Познань (Tor Poznań), Нюрбург (Нюрбургринг), Плоцк (Казимеж Гурский), Торунь (Мотоарена Торунь), Рига (Бикерниеки), Хоккенхайм (Хоккенхаймринг).
В 2018 году организаторы чемпионата объединились с организаторами Ирландских и Британских серий по дрифту и чемпионат был переименован в Drift Masters European Championship. Календарь состоял из 6 этапов в Польше, Венгрии, Латвии, Германии и Ирландии:  Плоцк (Казимеж Гурский), Мариапоч (Rabocsiring),  Рига (Бикерниеки), Торунь (Мотоарена Торунь), Хоккенхайм (Хоккенхаймринг), Кара (Mondello Park). В чемпионате также появился национальный зачет, в котором приняли участие гонщики из 24 стран.
В 2019 году чемпионат продолжает расширять географию — этапы проходят в Австрии (Grienbach circuit), Франции (Croix en Ternois circuit), Польше (Казимеж Гурский), Латвии (Бикерниеки), Германии (Ferropolis) и Ирландии (Mondello Park). В национальном зачете в этом году также приняли участие гонщики из 24 стран.
В 2020 году планировалось провести 6 этапов. Однако из-за пандемии Covid-19 был отменен первый этап в Австрии, а остальные этапы перенесены на более поздний срок, но в итоге было объявлено об отмене чемпионата и проведении одного соревнования в Риге (DMEC King of Riga), где победителем квалификации стал Петр Венцек, а победителем этапа — Джеймс Дин.
В декабре 2020 года был анонсирован виртуальный чемпионат по дрифту Drift Masters Virtual Championship (DMVC) в автосимуляторе Assetto Corsa. Чемпионом DMVC 2021 года стал Британец Рис Таттерсон. 

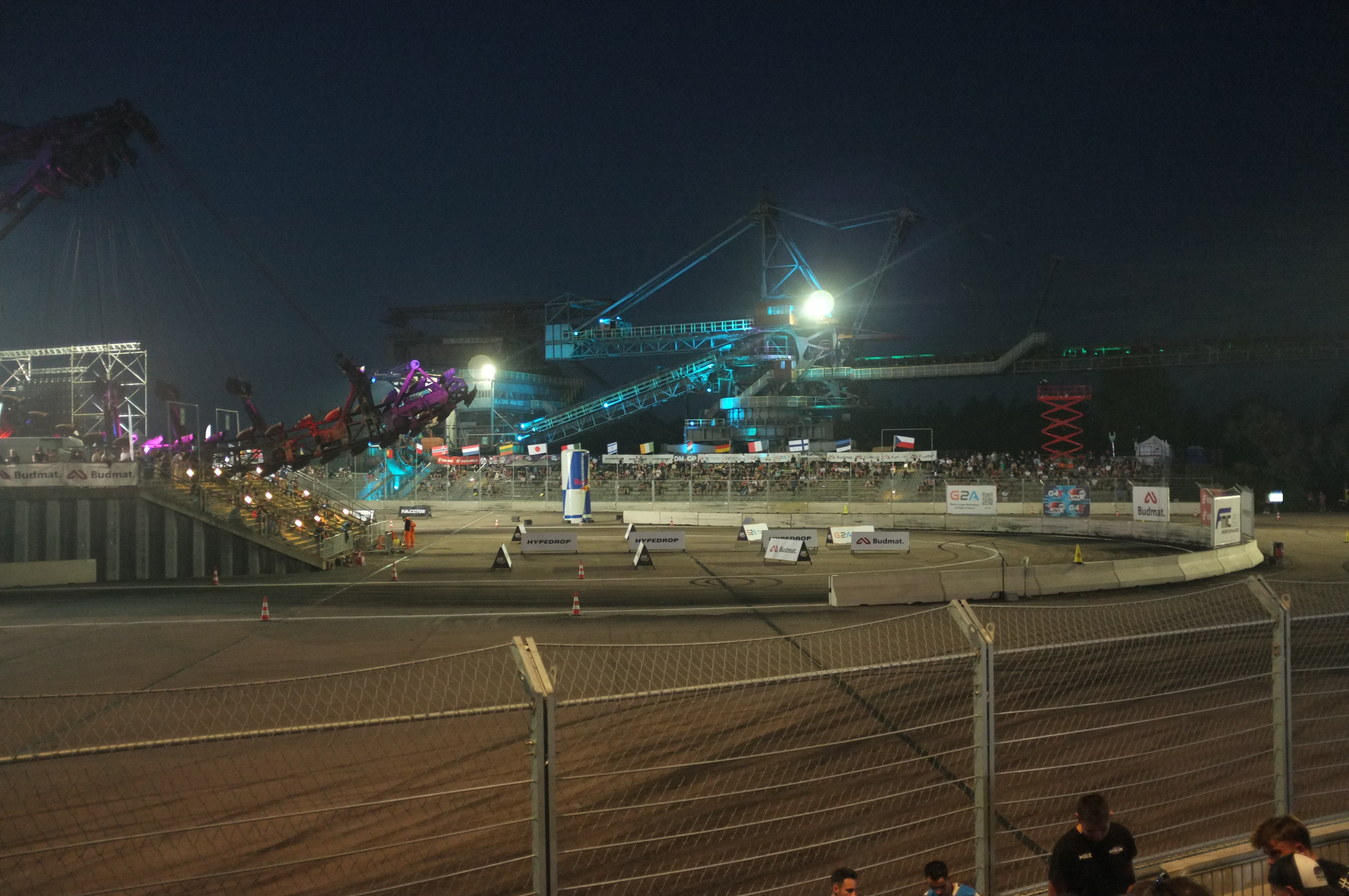
Трасса 5 этапа 2023 года в музее под открытым небом Феррополис

В 2021 году было запланировано 6 этапов в Норвегии, Австрии, Латвии и Грузии. Двойной этап в Норвегии был отменен в связи с карантинными ограничениями в стране. По аналогичной причине был отменен этап в Грузии. В чемпионате приняли участие автоспортсмены из 23 стран.
В конце 2021 года было объявлено о проведении DMVC 2022. Чемпионом стал Тихон Полесский.
В 2022 году было проведено 6 этапов в Ирландии, Австрии, Швеции, Латвии, Германии и Польше. В чемпионате выступили участники из 24 стран.
В 2023 году также были проведены 6 этапов в Ирландии, Австрии, Финляндии, Латвии, Германии и Польше. В чемпионате впервые принял участие гонщик из Японии — чемпион D1GP Наоки Накамура, а также на постоянной основе — действующий чемпион мира по ралли 2022 года Калле Рованперя. Финальный этап в Варшаве на стадионе ПГЕ Национальный посетили 53 тысячи зрителей. В чемпионате приняли участие гонщики из 17 стран.
В 2024 году вновь проводится виртуальный чемпионат DMVC 2024. Чемпионом становится Эрнестас «Jaku Jaku» Якубелис из Литвы.
В 2024 году впервые соревнования проходят в Испании (Ricardo Tormo Circuit), а также впервые с 2018 года — в Венгрии (Rabocsiring Máriapócs). Эти этапы заменили соревнования в Австрии и Германии.
В сезоне DMEC 2024 появился дополнительный этап соревнования — The Qualifying Showdown (квалификационная битва). В нововведенной части соревнования за дополнительный балы по сетке топ-4 сражаются пилоты, которые заняли с 1 по 4 место в квалификации. Победитель получает 4 дополнительных очка, занявший второе место — 3 очка, бронзовый призер — 2 очка, занявший четвертое место -—1 очко. Распределение 3 и 4 места проводится в соответствии с результатами квалификации.
Финальный этап 2024 года на стадионе ПГЕ Национальный проходил с искусственным увлажнением трассы для устранения дыма от покрышек, что было вызвано закрытием крыши стадиона в связи с прогнозируемым штормом.
Первый этап 2025 года в Италии на трассе Валлелунга был отменен из-за приостановки публичных спортивных мероприятий в связи со смертью Папы Франциска.

## Результаты

### Drift Masters Grand Prix (DMGP)
| Год  | 1-место              | 2-место                 | 3-место                   |        |
| ---- | -------------------- | ----------------------- | ------------------------- | ------ |
| 2014 | Польша Пётр Венцек   | Польша Бартош Столарски | Польша Марцин Моспинек    | [ 36 ] |
| 2015 | Польша Пётр Венцек   | Польша Марцин Моспинек  | Польша Дэвид Каркошик     | [ 37 ] |
| 2016 | Польша Пётр Венцек   | Ирландия Джеймс Дин     | Польша Дэвид Каркошик     |        |
| 2017 | Польша Адам Залевски | Польша Гжегож Хипки     | Польша Кшиштоф Романовски | [ 3 ]  |

### Drift Masters European Championship (DMEC)
| Год  | 1-место                  | 2-место                  | 3-место                 |               |
| ---- | ------------------------ | ------------------------ | ----------------------- | ------------- |
| 2018 | Ирландия Джеймс Дин      | Польша Адам Залевски     | Польша Гжегож Хипки     | [ 3 ]         |
| 2019 | Ирландия Джеймс Дин      | Ирландия Джек Шанахан    | Ирландия Дуэйн Маккивер | [ 5 ]         |
| 2021 | Польша Пётр Венцек       | Ирландия Конор Шанахан   | Литва Бенедиктас Чирба  | [ 16 ]        |
| 2022 | Польша Пётр Венцек       | Ирландия Джек Шанахан    | Ирландия Конор Шанахан  | [ 20 ]        |
| 2023 | Ирландия Конор Шанахан   | Финляндия Лаури Хейнонен | Финляндия Юха Ринтанен  | [ 38 ] [ 39 ] |
| 2024 | Финляндия Лаури Хейнонен | Ирландия Дуэйн Маккивер  | Ирландия Джеймс Дин     | [ 40 ] [ 41 ] |

| Год  | 1-место  | 2-место   | 3-место  |        |
| ---- | -------- | --------- | -------- | ------ |
| 2018 | Ирландия | Польша    | Германия | [ 3 ]  |
| 2019 | Ирландия | Польша    | Германия | [ 5 ]  |
| 2021 | Польша   | Ирландия  | Литва    | [ 16 ] |
| 2022 | Ирландия | Польша    | Норвегия | [ 20 ] |
| 2023 | Ирландия | Финляндия | Польша   | [ 42 ] |
| 2024 | Ирландия | Финляндия | Польша   | [ 43 ] |